# Monument naturel de la gorge d'Okatse
 (novembre 2020).
Le monument naturel de la gorge d'Okatse (en géorgien: ოკაცეს კანიონი) est une gorge d'érosion de la rivière Okatse située dans la municipalité de Khoni, dans la région d'Iméréthie en Géorgie, près du village de Zeda Gordi à 520 mètres d'altitude.

## Description
Le monument naturel de la gorge d'Okatse est un segment de 2 kilomètres de la rivière Okatse. L'érosion de la vallée fluviale a créé une gorge de 3 à 6 mètres de large, et à certains endroits de 15 à 20 mètres de large. La profondeur de la gorge varie de 20 à 100 mètres. Elle possède plusieurs cascades, dont le monument naturel de la cascade de Kinchkha et plusieurs petits lacs, l'un d'eux, l'Oskapo, mesure 60 mètres de long. À certains endroits, les parois de la gorge se confondent créent des cavernes naturelles, l'une d'entre elles nommée Boga, elle permet de voir le fond de la gorge. Au-dessous de Boga, la profondeur de la gorge s'élève à 100 mètres. Les géologues ont identifié ici un panache tectonique s'élevant de la croûte terrestre. Par conséquent, la partie inférieure de la vallée fluviale est surélevée de plusieurs dizaines de mètres par rapport à la partie médiane de la vallée. La vallée a été bloquée par une fracture tectonique et un lac gordien s'est formé dans lequel de l'argile-sable s'est déposé. Le long de la gorge, il y a plusieurs grottes d'où les eaux karstiques se jettent dans la rivière Okatse.

## Flore
La végétation de la vallée de la gorge bénéficie d'un approvisionnement en eau régulier et d'un microclimat particulier. De très gros arbres ont poussé sur ses rives en pente, y compris des spécimens de bois rares et en voie de disparition. La vallée de la rivière est couverte de buissons forestiers. La flore préhistorique a été étudiée en analysant les sédiments du lac Gordien de la gorge, d'une épaisseur de 27 mètres ou plus. Les sédiments des lacs gordiens de l'époque du Pléistocène ont des preuves claires de précipitations saisonnières, car chaque année a une paire de couches correspondantes. L'étude palynologique a révélé des restes d'espèces archaïques, maintenant éteintes dans cette région, comprenant notamment: cyprès des marais, Taxodium, Engelhardia, Careya et Tsuga. Dans les couches supérieures des sédiments du lac Gordian, aucune trace de ces plantes n'a été trouvée, reflétant l'orogenèse induite par le climat.

## Attractions touristiques

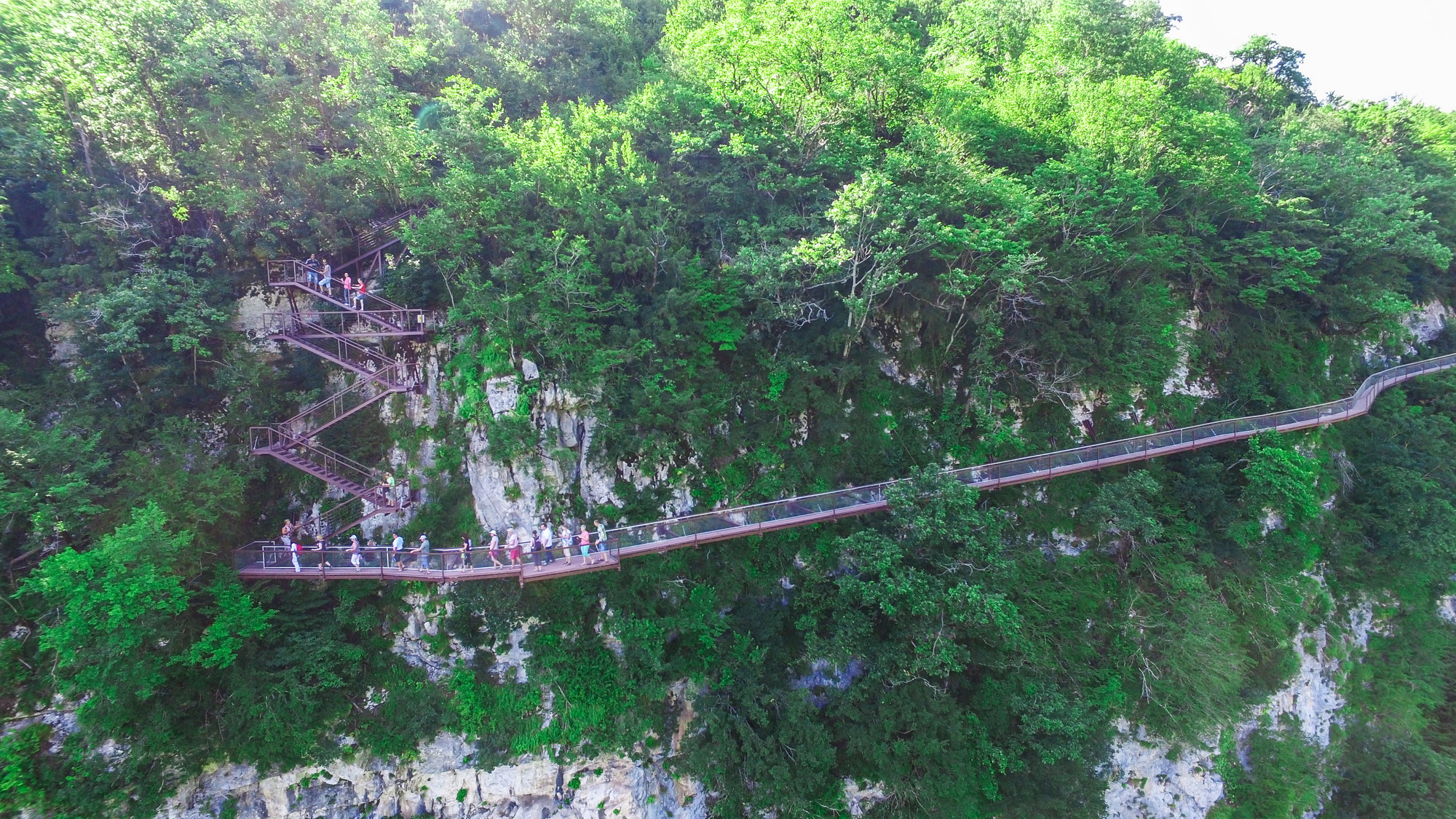
Passage touristique

Depuis le centre d'accueil de la gorge d'Okatse dans le village de Gordi, un parcours pour randonneurs de 6 km de long commence par une section pavée de 2300 m de long dans la forêt historique de Dadiani et mène au point de contrôle de la gorge d'Okatse où commence le sentier de la falaise suspendue de 780 mètres de long. De là, un chemin se termine par une plate-forme de 20 mètres de long, suspendue au-dessus de la gorge et offrant une vue panoramique. Le deuxième sentier pavé en pierre de 645 mètres de long avec 989 marches d'escaliers métalliques mène en douceur à la rivière Okatse et au fond de la gorge où la largeur de la gorge ne dépasse pas les 4 mètres. Il est également possible de se rendre du centre d'accueil au point de contrôle de la gorge en voiture ou à vélo,. 